# Pepek námořník
Pepek námořník (v anglickém originále Popeye the Sailor) je americká komiksová a filmová postava. Tvůrcem Pepka námořníka je komiksový kreslíř E. C. Segar. Pepek námořník se poprvé objevil 17. ledna 1929 v minikomiksu s názvem Thimble Theatre. První krátký černobílý animovaný film s Pepkem námořníkem s názvem Popeye the Sailor byl uveden 14. července 1933. Postava Pepka námořníka působila mimo jiné také jako humorně pojatá reklama na špenát.
Pepkovou filmovou partnerkou je vyzáblá přítelkyně Olive Oyl, jeho věčný soupeř je Bluto a jeho přítel je milovník hamburgerů Wimpy.

## Filmografie
- Popeye the Sailor - Fleischer Studios, 1933, krátký černobílý pilotní animovaný film (z něhož seriál vznikl)
- Popeye the Sailor - Fleischer Studios, 1933 - 1942, 105 krátkých černobílých animovaných filmů
- Popeye the Sailor Meets Sindibad the Sailor - Fleischer Studios, 1936, krátký animovaný film
- Popeye the Sailor Meets Ali Baba's Forty Thieves - Fleischer Studios, 1937, krátký animovaný film
- Aladdin and His Wonderful Lamp - Fleischer Studios, 1939, krátký animovaný film
- Popeye the Sailor - Famous Studios, 1942 - 1957, 121 krátkých animovaných filmů (z toho 14 černobílých, 1942 - 1943)
- Olive Oyl for President - Famous Studios, 1948, krátký animovaný film (ve spojení se seriálem Little Audrey)
- Popeye the Sailor - King Features Syndicate, 1960 - 1963, 220 krátkých animovaných filmů
- Popeye Meets the Man Who Hated Laughter - King Features Syndicate, 1972, hodinový animovaný film
- The All-New Popeye Show - Hanna-Barbera Productions, 1978 - 1983, 336 krátkých animovaných filmů
- The Popeye Valentine Special: Sweet hearts at Sea - Hanna-Barbera Productions, 1979, krátký speciální animovaný film
- Popeye the Sailor - Paramount Pictures a Walt Disney Pictures, 1980, hraný film
- Popeye and Son - Hanna-Barbera Productions, 1987, 26 krátkých animovaných filmů
- The Popeye Show - Cartoon Network, 2001 - 2003, 135 krátkých animovaných filmů
- Popeye's Voyage: The Quest for Pappy - Mainframe Entertainment, 2004, počítačově animovaný film
- Popeye the Sailor - Sony Pictures Animation, 2016, počítačově animovaný film